# Josefina (Santa Fe)
Josefina es una comuna localizada del departamento Castellanos, provincia de Santa Fe, Argentina, a 130 km de la capital provincial.

## Historia
El Ferrocarril Provincial de Santa Fe (actual, FC Belgrano Cargas) iba de Santa Fe pasando por Aurelia, Rafaela, Lehmann, Ataliva, Humberto Primo, Moisés Ville, hasta San Cristóbal. Otro ramal de la misma empresa unía Pilar (Santa Fe), Rafaela, Santa Clara de Saguier, Josefina, hasta San Francisco (provincia de Córdoba (Argentina).
Los primeros colonizadores fueron: Mateo Brizio y familia, Miguel Visconti y familia, Sebastián Aimar o Jorge Aimar. Al poco tiempo se agregaron las familias de Burgas, Carle y Rivello.

## Población
Cuenta con 2818 habitantes (Indec, 2010), lo que representa un incremento del 8% frente a los 2469 habitantes (Indec, 2001) del censo anterior.
| Gráfica de evolución demográfica de Josefina entre 1991 y 2010 |
|                                                                |
| Fuente: Censos nacionales del INDEC                            |

## Santo Patrono
- San José, festividad: 19 de marzo

"Tortonose"

## Fiestas Populares
- 15 de agosto

## Creación de la Comuna
- 31 de agosto de 1895

## Localidades y Parajes
- Población:
  - Josefina
  - Barrios Acapulco y Veracruz

Zona Rural:
- Parajes Zona Rural
  - Capilla Votero
  - Campo Almendra

## Entidades Deportivas
- Club Dep. Josefina
- Club Social Dep. Josefina
- Nueva Estrella
- Atlético Josefina

## Radio y Televisión
- FM 93.3 Radio San José
- Diario Josefinos

## Parroquias de la Iglesia católica en Josefina
| Diócesis  | Rafaela  |
| --------- | -------- |
| Parroquia | San José |